# 大木町 (豊川市)
大木町（おおぎちょう）は、愛知県豊川市の地名。

## 地理

### 河川・池沼
- 佐奈川
- 帯川

### 字一覧
- 荒屋（あらや）
- 石道（いしみち）
- 大坪（おおつぼ）
- 柏木（けしわぎ）
- 川尻（かわじり）
- 小橋ヶ詰（こばしがつめ）
- 小牧（こまき）
- 下縄手（しもなわて）
- 新道（しんみち）
- 砂田（すなだ）
- 中曽根（なかそね）
- 山ノ奥（やまのおく）
- 鑓水（やりみず）
- 横町（よこまち）

### 交通
- 新東名高速道路
- 愛知県道21号豊川新城線

### 施設
- 愛知県立宝陵高等学校
- 行者古墳
- 花の木古墳群
- 豊川市立大木保育園
- 陸上自衛隊日吉原演習場
- 新東工業一宮事業所

## 歴史

### 沿革
- 2006年（平成18年）2月1日 - 宝飯郡一宮町大字大木が、合併に伴い豊川市大木町となる[WEB 6]。

### 人口の変遷
国勢調査による人口および世帯数の推移。
| 1995年（平成7年）  | 800世帯 2701人  |  |
| 2000年（平成12年） | 894世帯 2957人  |  |
| 2005年（平成17年） | 932世帯 2926人  |  |
| 2010年（平成22年） | 970世帯 2901人  |  |
| 2015年（平成27年） | 1029世帯 2984人 |  |
| 2020年（令和2年）  | 1241世帯 3472人 |  |

### WEB
1. ↑  “愛知県豊川市の町丁・字一覧”.   人口統計ラボ. 2024年5月1日閲覧。
2. 1 2  総務省統計局 (2022年2月10日). “令和2年国勢調査の調査結果(e-Stat) - 男女別人口，外国人人口及び世帯数－町丁・字等” (CSV). 2023年8月2日閲覧。
3. ↑  “読み仮名データの促音・拗音を小書きで表記するもの(zip形式) 愛知県” (zip).   日本郵便 (2024年2月29日). 2024年3月26日閲覧。
4. ↑  “市外局番の一覧” (PDF).   総務省 (2022年3月1日). 2022年3月22日閲覧。
5. ↑  “ナンバープレートについて”.   一般社団法人愛知県自動車会議所. 2024年1月21日閲覧。
6. ↑  “愛知県豊川市の郵便番号一覧”.   日本郵便. 2024年5月2日閲覧。
7. ↑  総務省統計局 (2014年3月28日). “平成7年国勢調査の調査結果(e-Stat) - 男女別人口及び世帯数 －町丁・字等” (CSV). 2021年7月20日閲覧。
8. ↑  総務省統計局 (2014年5月30日). “平成12年国勢調査の調査結果(e-Stat) - 男女別人口及び世帯数 －町丁・字等” (CSV). 2021年7月20日閲覧。
9. ↑  総務省統計局 (2014年6月27日). “平成17年国勢調査の調査結果(e-Stat) - 男女別人口及び世帯数 －町丁・字等” (CSV). 2021年7月21日閲覧。
10. ↑  総務省統計局 (2012年1月20日). “平成22年国勢調査の調査結果(e-Stat) - 男女別人口及び世帯数 －町丁・字等” (CSV). 2021年7月21日閲覧。
11. ↑  総務省統計局 (2017年1月27日). “平成27年国勢調査の調査結果(e-Stat) - 男女別人口及び世帯数 －町丁・字等” (CSV). 2021年7月21日閲覧。